# Бувье дез Эклаз, Жозеф
Жозеф Бувье дез Эклаз (фр. Joseph Bouvier des Éclaz; 1757—1820) — французский военный деятель, генерал-лейтенант (1815 год), барон (1808 год), участник революционных и наполеоновских войн. Имя генерала выбито на Триумфальной арке в Париже.

## Биография
Родился в семье торговца Пьера Бувье (фр. Pierre Bouvier) и его супруги Мари Тевене (фр. Marie Tevenet). 7 ноября 1778 года начал военную службу солдатом 11-го драгунского полка. Принимал участие в кампании 1779 года в Ганновере, затем служил в Армии побережье в Гавре под командой графа де Во.
С началом Революционных войн служил в Рейнской армии под командой генералов Кюстина и Богарне. Затем был в рядах Самбро-Маасской армии, и отличился в сражении 26 июня 1794 года при Флёрюсе, где был ранен и потерял лошадь, убитую под ним. В 1795 году отличился при нападении на Бамберг, где провел несколько успешных атак и захватил много пленных. Отличился 24 августа 1796 года при Фридберге, и за свои умелые действия, 18 марта 1797 года, был  награждён чином командира эскадрона.
С 1797 по 1799 год выполнял функции начальника штаба драгунской дивизии генерала Клейна сперва в Английской, а затем в Гельветической армии. В 1800 году возвратился в Рейнскую армию, и сражался 3 декабря 1800 года под Гогенлинденом, где получил приказ от генерала Лекурба совершить во главе отряда в 1200 человек рейд в неприятельский тыл. Он выполнил этот манёвр с быстротой и энергией, что внесло большой вклад в победу.
29 октября 1803 года произведён в майоры, и был назначен заместителем командира 17-го драгунского полка. Участвовал в кампании 1805 года в рядах Великой Армии, отличился при Аустерлице. 20 сентября 1806 года получил звание полковника, и стал командиром 14-го драгунского полка. Действовал в составе 1-й драгунской дивизии Клейна, был ранен в сражениях при Эйлау и Гейльсберге.
С 1808 года сражался в Испании. 8 октября 1810 года произведён в бригадные генералы. С 1811 года командовал драгунской бригадой 5-го армейского корпуса Армии Испании. 19 февраля 1811 года отличился в сражении при Геборе, за что был отмечен в рапорте маршала Мортье. Также покрыл себя славой при Санта-Марте и Виллальбе 15 июня 1811 года. С 1 сентября 1811 года служил в Армии Андалузии.
18 декабря 1811 года возвратился во Францию. Участвовал в Русской кампании 1812 года. 31 января 1812 года возглавил 1-ю бригаду (1-й карабинерский полк) 4-й дивизии тяжёлой кавалерии генерала Дефранса. Блестяще проявил себя при Бородино, и заслужил похвалы принца Евгения Богарне. 10 октября 1812 года едва не попал в плен во время налёта казаков полковника князя Кудашёва на село Никольское.
3 марта 1813 года получил разрешение вернуться во Францию. 17 июля того же года был назначен командующим департамента Фризе. С 7 сентября 1813 года, после эвакуации французов из Голландии, возглавил департамент Буш-де-ля-Мёз.
Оставался без служебного назначения до возвращения Наполеона, который поручил ему 14 апреля 1815 года командование и организацию Национальной гвардии 6-го военного округа в департаменте Эн. 15 ноября 1815 года вышел в отставку, а через четыре дня был награждён чином почётного генерал-лейтенанта.

## Воинские звания
- Бригадир (4 апреля 1782 года);
- Вахмистр (13 сентября 1784 года);
- Старший вахмистр (10 мая 1786 года);
- Аджюдан (1 марта 1789 года);
- Лейтенант (3 июня 1792 года);
- Капитан (8 марта 1793 года);
- Командир эскадрона (18 марта 1797 года, утверждён в звании 16 февраля 1799 года);
- Майор (29 октября 1803 года);
- Полковник (20 сентября 1806 года);
- Бригадный генерал (8 октября 1810 года);
- Генерал-лейтенант (19 ноября 1815 года).

## Титулы

Герб барона.

- Барон Бувье дез Эклаз и Империи (фр. baron Bouvier des Éclaz et de l'Empire; декрет от 19 марта 1808 года, патент подтверждён 22 ноября 1808 года в Париже)[1].

## Награды
Легионер ордена Почётного легиона (25 марта 1804 года)
 Офицер ордена Почётного легиона (14 мая 1807 года)
 Коммандан ордена Почётного легиона (6 августа 1811 года)
 Кавалер ордена Железной короны (1811 год)
 Кавалер военного ордена Святого Людовика (19 июля 1814 года)